# Takinoue
Takinoue (滝上町, Takinoue-chō) est un bourg du district de Monbetsu, situé dans la sous-préfecture d'Okhotsk, sur l'île de Hokkaidō, au Japon.

## Géographie

### Démographie
Au 31 mars 2015, la population de Takinoue s'élevait à 2 823 habitants répartis sur une superficie de 766,89 km2.